# Satchel
I Satchel sono un gruppo musicale alternative rock statunitense, formatosi nel 1991 a Seattle. Essi affondano le loro radici nei Brad (fondati dal chitarrista dei Pearl Jam, Stone Gossard), con i quali condividono tre componenti: Shawn Smith, Mike Berg e Regan Hagar.

## Storia del gruppo
I Satchel furono fondati dai membri dei Brad Shawn Smith (voce e pianoforte) e Regan Hagar (batteria) nel 1991, assieme al chitarrista John Hoag e al bassista Cory Kane. Il loro album di debutto, EDC, fu pubblicato nel 1994. Dopo un tour senza sosta, Cory Kane venne sostituito da Mike Berg. Non avendo ottenuto tante vendite quante sperate, decisero di iniziare subito a lavorare per il secondo album.
Co-prodotto da Stone Gossard, The Family fu pubblicato nel 1996, e risultò essere un'opera più matura della precedente. I Satchel intrapresero un'altra lunga tournée, ma il loro album passò nuovamente inosservato. Alla fine del tour, Gossard espresse la sua intenzione di riformare i Brad, nei quali tornarono a partecipare Smith, Hagar e Berg, mentre Hoag lasciò il gruppo.
Dopo vari album in studio, i Brad pubblicarono la raccolta Brad vs Satchel. Nel 2010 i Satchel si riunirono e pubblicarono l'album Heartache and Honey.

## Formazione

### Formazione attuale
- Shawn Smith - voce, pianoforte, chitarra
- Mike Berg - basso
- John Hoag - chitarra
- Regan Hagar - batteria

### Ex componenti
- Cory Kane - basso (1991-1995)

## Discografia

### Album studio
- 1994 - EDC
- 1996 - The Family
- 2010 - Heartache and Honey

## Compilation
- 2005 - Brad vs Satchel